# Nati ieri
Nati ieri è stata una serie televisiva italiana composta da ventisei distinte puntate della durata di circa un'ora ciascuna, trasmesse in prima visione sulle reti Mediaset tra il 2006 e il 2007.

## Trama
Stefano Maioli, ginecologo, vorrebbe diventare primario del policlinico "Galilei", ma non è ben visto da alcuni superiori e dai suoi rivali. Stefano opera la signora Asiago, la quale decide di denunciarlo. Per questa ragione, viene mandato a lavorare in un'altra struttura, il "Sant'Anna", il reparto maternità del "Galilei". Lì si rende conto che la situazione non è affatto buona perché mancano le risorse economiche. Tuttavia è contento di ritrovare il pediatra Corrado Milani, un suo amico, e di conoscere la ginecologa Sara. Inoltre, chiede all'ostetrica Alberta di venire a lavorare al "Sant'Anna".

## Episodi
| Stagione       | Episodi | Prima TV  |
| -------------- | ------- | --------- |
| Prima stagione | 26      | 2006-2007 |

## Produzione
Prodotta dalla Lux Vide e da Mediaset, la fiction Nati ieri è un "medical drama", ma differisce da altre opere dello stesso genere perché è ambientata in un reparto di maternità di un ospedale. Luca Bernabei, che ha prodotto la serie con la sua casa di produzione Lux Vide, ha dichiarato che «in Nati ieri ci sono medici impegnati a combattere per la vita, e non contro la morte come accade in E.R.».
La sigla di apertura della serie è la canzone Nati ieri cantata da Raf e inclusa nell'album Passeggeri distratti. L'autore delle musiche presenti in sottofondo nel corso della serie è Flavio Premoli; alla regia delle varie puntate si sono alternati Carmine Elia, Paolo Genovese e Luca Miniero.

## Distribuzione
I 26 episodi che compongono la prima ed unica stagione della serie sarebbero dovuti andare in onda in prima visione assoluta su Canale 5 in 13 prime serate tra il 2006 e il 2007. Invece, Canale 5 mandò in onda in prima visione solamente 18 episodi, cioè 9 prime serate, poiché Mediaset decise di interrompere la serie ufficialmente «per risultati di ascolto non in linea con gli obiettivi della rete». L'attore protagonista Sebastiano Somma disse che la serie, nel corso delle nove serate, aveva perduto ascolti a causa dei continui spostamenti nel palinsesto. I restanti 8 episodi vennero trasmessi in prima visione su Rete 4 nell'estate del 2007 in 4 prime serate.
La fiction tornò in onda in replica su Canale 5 nell'estate 2008 ogni sabato e domenica dalle 16.40 alle 17.40 con risultati discreti.
A partire dall'estate 2009, la serie è stata più volte trasmessa in replica alle 03.00 di notte su Canale 5 nel corso degli anni successivi.
Nel maggio 2010 la serie torna in onda in orario notturno su La 5 e nuovamente sullo stesso canale, nel maggio del 2020 in fascia pomeridiana il sabato e la domenica e nell'agosto del 2021 tutti i giorni.
La serie è anche presente nella programmazione di 13 TV, canale generalista spagnolo a tematica religiosa, con il titolo di Maternity.
Dal 16 ottobre 2014 la serie viene trasmessa ogni giovedì alle ore 21:00 su TV2000, canale 28 del digitale terrestre.